# Cikadu (Nusaherang)
Cikadu is een bestuurslaag in het regentschap Kuningan van de provincie West-Java, Indonesië. Cikadu telt 3356 inwoners (volkstelling 2010).